# Ramón Vázquez
Ramón Vázquez García, conocido simplemente como Ramón (Alcalá de Guadaíra, provincia de Sevilla, 14 de febrero de 1964), es un exfutbolista español. Jugó de delantero en Primera División de España con el Sevilla FC, Deportivo de la Coruña,  y Albacete Balompié.
Su padre Eugenio Vázquez fue también futbolista. También es futbolista su hijo Javier.  

## Trayectoria
- 1982-92 Sevilla FC 215 partidos de liga, 45 goles
- 1985-86 Recreativo de Huelva (cesión) 38 partidos de liga, 12 goles
- 1992-93 Deportivo de la Coruña
- 1993-94 Albacete Balompié

## Internacionalidades
- 3 veces internacional con España.
- Debutó con la selección española en Barcelona el 21 de enero de 1987 contra Holanda.
- Campeón de Europa Sub-21 con España Año 1986.